# Veertoestel

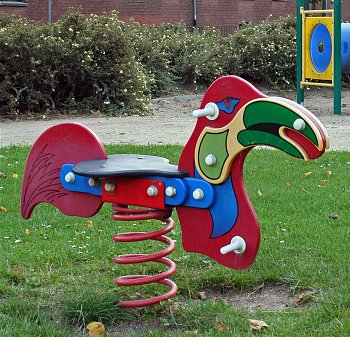
Wipkip

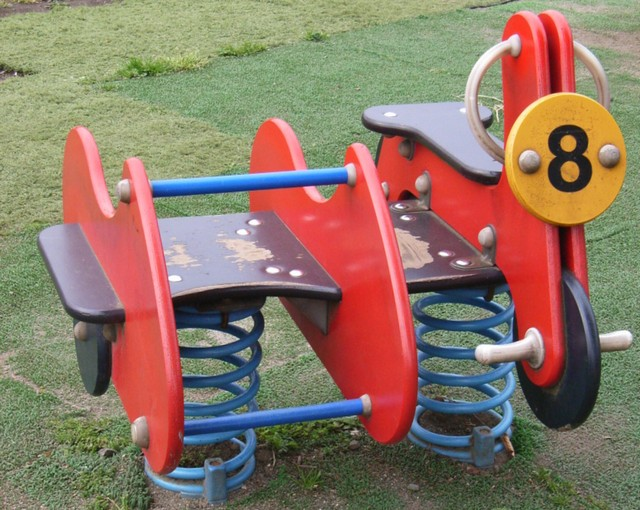
Veertoestel met zijspan

Een veertoestel, veerelement of wipkip is een speeltoestel dat bestaat uit een springveer met daarbovenop één tot vier zitplaatsen. Als je je afzet of beweegt, zet de springveer zich in beweging.
Dit toestel werd ontworpen door Tom Lindhardt, een Deense kunstenaar. Het eerste exemplaar werd geïnstalleerd in de stad Odense begin jaren zeventig. Verkoop via catalogus begon in 1972.
Een veertoestel wordt in de volksmond veelal aangeduid als "wipkip", enerzijds door het binnenrijm, maar ook doordat dit type speeltoestel bij de introductie meestal de vorm van een dier had. De kip was een van de eerst beschikbare vormen, maar niet veel later volgden de hond, het konijn, het paard, een dolfijn en andere dieren. Nog weer later kwamen er andere vormen: de motor, de scooter, de bloem en de evenwichtsbalk.
De meeste veertoestellen zijn zittoestellen, maar er zijn ook staande- en evenwichtstoestellen ontwikkeld. Daarnaast zijn er ook veertoestellen in de vorm van een wip waarop twee personen tegenover elkaar kunnen zitten, net zoals op een gewone wip.